# 湖安第斯 (南达科他州)
湖安第斯（英語：Lake Andes），是美国南达科他州下属的一座城市。根据2010年美国人口普查，该市有人口886人。论人口在本州排行第70。